# Uggiano la Chiesa
Uggiano la Chiesa – miejscowość i gmina we Włoszech, w regionie Apulia, w prowincji Lecce.
Według danych na rok 2004 gminę zamieszkiwało 4340 osób, 310 os./km².